# ジョン・マクラフリン

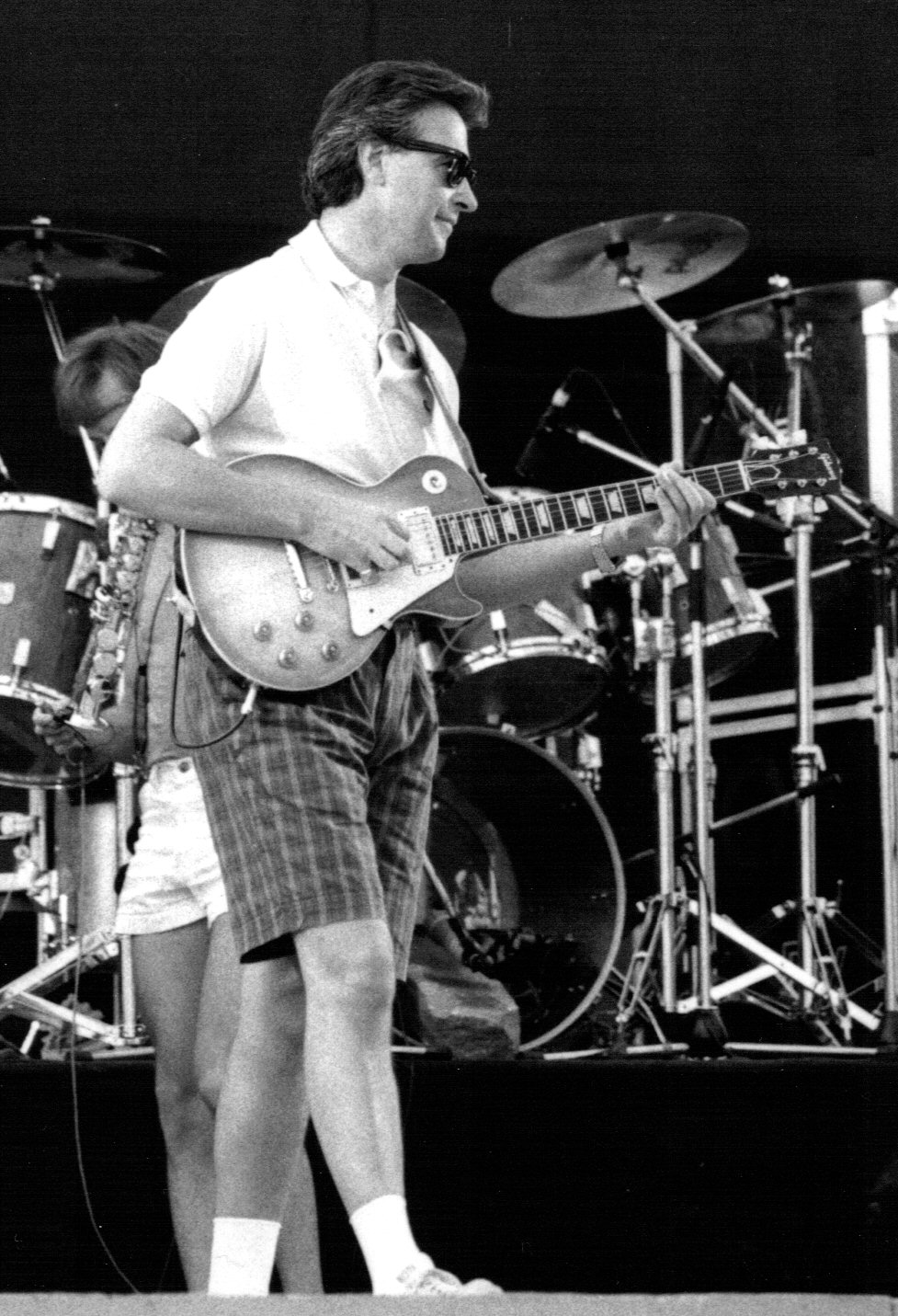
ジョン・マクラフリン（1986年）

ジョン・マクラフリン（John McLaughlin、1942年1月4日 - ）は、イングランド・ヨークシャー・ドンカスター出身のジャズ・ロックギタリスト。
超絶技巧で知られ、ジャズをはじめ、インド音楽やフラメンコ、クラシックなどの要素も広く取り込んでいる。
「ローリング・ストーンの選ぶ歴史上最も偉大な100人のギタリスト」において2003年は第49位、2011年の改訂版では第68位。

## 来歴

### 幼少期
5人兄弟の末っ子として生まれ、ヴァイオリニストでアマチュア・オーケストラの団員だった母の影響で幼少からクラシック音楽に慣れ親しみ、ピアノを学ぶ。11歳の頃、当時大学生だった兄のギターを借り、たちまち夢中になる。兄は6か月でギターに飽きたが、マクラフリンは毎晩ギターと一緒に寝るほど熱中していたことから、兄は彼にギターを譲った。

### 1950年代
折りしもその頃、イギリスでブルース・ムーブメントが起き、彼もビッグ・ビル・ブルーンジーやマディ・ウォータース、ハウリン・ウルフに熱中した。また母や兄が彼の助けとなるように持ち込んだ大量のレコードのコレクションからジャンゴ・ラインハルトやフラメンコ、チャーリー・パーカーやディジー・ガレスピー、マイルス・デイヴィス、オスカー・ピーターソンを聴き、大きな影響を受ける。
当初はフラメンコ音楽を非常に愛し、学校をサボっては兄に本物のフラメンコ・ギタリストのステージに連れて行ってもらうほどだった。そしてフラメンコ・ギタリストを目指していたが、周囲にフラメンコを知る人間が全くいなかったので挫折した。

### 1960年代
ジョン・コルトレーン、レッド・ガーランド、フィリー・ジョー・ジョーンズ、ポール・チェンバース、キャノンボール・アダレイ在籍時のマイルス・デイヴィス・バンドに熱中。またアルバム『カインド・オブ・ブルー』でのビル・エヴァンスのプレイにも大きな衝撃を受ける。1965年にジョン・コルトレーンの「至上の愛」に心酔し、トニー・ウィリアムス在籍時のマイルス・デイヴィス・バンドを目撃してウィリアムスのプレイにショックを受けるなど、音楽的素養を育む。
デビュー前から非凡な才能で知られ、その頃から少数の生徒にギターを教えていた。ジミー・ペイジやジョン・ポール・ジョーンズはその生徒の一人である。レイ・エリントン・カルテットに15か月間参加したのを皮切りにロンドンでスタジオ・ミュージシャンとしてキャリアを開始、自家用車を購入するなど仕事は順調だったが、「本意でない音楽を演奏すると自分が死ぬ」との思いが強まりセッション・ミュージシャンを辞める。その後「通常のジャズのギター・トーンに飽き飽き」し、ジョージィ・フェイム・アンド・ザ・ブルー・フレイムズを経て、1963年4月から9月までグレアム・ボンド・カルテットに参加してグレアム・ボンド、ジンジャー・ベイカー、ジャック・ブルースと活動した。さらにエリック・クラプトンやジミー・ペイジの活躍にも影響を受け、より大音量のギター・サウンドを求めるようになる。
1968年に当時の盟友だったデイヴ・ホランドとベルギーでフリー・ジャズをライブ演奏するも、「規律を愛する自分にはフリー・ジャズも本意の音楽ではない」との思いを強める。当時ホランドはロンドンのライブハウス「ロニー・スコッツ・ジャズ・クラブ」のハウス・バンドのメンバーだったため、ホランドはソニー・ロリンズ、マクラフリンはローランド・カークとライブで共演した。ビル・エヴァンスの欧州ツアーに参加していたジャック・ディジョネットもマクラフリン、ホランドとのトリオでセッションをしている。
同年、ホランドは「ロニー・スコッツ・ジャズ・クラブ」を訪れたマイルス・デイヴィスにバンドメンバーとして雇われて、アメリカに渡った。1969年、マクラフリンはジョン・サーマン、トニー・オクスレイらと組んでジャズ要素の濃い初リーダー作『エクストラポレーション』を発表。彼は当時からジャズを主流にした非凡なセンス、テクニック、フィーリングの持ち主だった。この頃から本格的に瞑想やヨガを開始する。その後、アメリカのホランドと国際電話している時に「君と話したい人間がいる」と告げられ、電話に出てきたトニー・ウィリアムスに「バンドに入って欲しい」と勧誘された。ウィリアムスはマクラフリンとセッションしたジャック・ディジョネットから彼の評判を聞きつけていた。
マクラフリンはアメリカに渡り、ウィリアムス、ラリー・ヤングとトニー・ウィリアムス・ライフタイムを結成した。当時経済的な理由で同居していたヤングとイスラム教について語り合い、スーフィズムの思想や音楽に大きな影響を受け、ニューヨークのスーフィ・センターに通い、そこで知り合ったポール・モチアンと親交を深めた。
またマクラフリンはこの頃、後に彼の音楽の大きな要素を占めるインド音楽の学習を開始した。最初は北インド音楽のフルート奏者に習い、その後、大学で北インド音楽を教えていたインドの弦楽器「ヴィーナ」奏者のラマナサンから2年間学んで、ヴィーナにも熱中する。「残念ながら私は二種類の楽器を演奏できる人間ではなかった」ため、彼はヴィーナ奏者にはならなかったが、ここでタブラ奏者のザキール・フセインやヴァイオリニストのL.シャンカールなど、1975年に共にシャクティ（後述）を結成する音楽家達と出会う。またシタール奏者のラヴィ・シャンカールと出会い、一緒に食事をするなど親交を深めるなか、ある日突然「Konakkol（南インド音楽の口でリズムを歌う技法）を教える」と告げられたので、そのままシャンカールの生徒になった。マクラフリンは「ラヴィは北インド音楽のマスターだが、南インド音楽の技法を教えてくれた。私と少し話をしただけで私が求めるものが分かったのだろう」と回想している。「Konakkol」の技法はマクラフリンの後のレコーディング作品に度々登場し、ライブでも披露されている。
彼はウィリアムスの紹介で知り合ったマイルス・デイヴィスのセッションにも度々参加し、『イン・ア・サイレント・ウェイ』（1969年）、彼の名をタイトルにした曲を収録した『ビッチェズ・ブリュー』（1970年）、『ジャック・ジョンソン』（1971年）、『オン・ザ・コーナー』（1972年）、『ビッグ・ファン』（1974年）等のアルバムにクレジットされている。マイルスはマクラフリンの演奏を非常に高く評価し、『ジャック・ジョンソン』のライナーノーツで「far in（奥深い）」と表現した。同アルバム中の傑作「ライト・オフ」は、マイルスがプロデューサーのテオ・マセロと長話をしていたため、飽きたマクラフリンが後にマハヴィシュヌ・オーケストラの重要ナンバーとなる「ダンス・オブ・マヤ」を弾き始め、それにビリー・コブハム、マイケル・ヘンダーソンが参加してセッションが始まり、後にマイルスも加わったものである。
また当時交流のあったミロスラフ・ヴィトウス、カーラ・ブレイ、ウェイン・ショーター、ラリー・コリエル、ジョー・ファレルなどのアルバムに参加している。

### 1970年代
1970年7月、ダグラス・レコード社から2作目のアルバム『ディボーション』を発表。1971年6月に発表された3作目『マイ・ゴールズ・ビヨンド』でインド音楽に傾倒した初期のスタイルを確立する。これには彼が当時、ヒンドゥー教に改宗して高名な指導者であるシュリ・チンモイ師の弟子となったことが大きく影響している。このアルバムはチンモイに捧げられ、ライナーノートには彼の作った詩が掲載されている。この作品はパット・メセニーにも大きな影響を与えた。ちなみにマクラフリンが初めて自分の名前に「マハヴィシュヌ」を付け加えたアルバムでもある。なおマクラフリンは5年ほどで「自分を欺いてまで弟子でいることはできない」と感じ、チンモイのもとを離れたが、チンモイの没後のインタビューでは「彼が生涯のグルであることに変わりなく、その後もときどきは訪ね、良好な関係を続けていた」「僕は今もチンモイ師と強い結び付きを感じている」と語っている。
1970年終盤、リーダーのマイルス・デイヴィスから「自分のバンドを持て」と命じられ、当初は大いに戸惑うも発奮し、1971年にマハヴィシュヌ・オーケストラを結成した。メンバーはマクラフリン、ジェリー・グッドマン（ヴァイオリン）、ヤン・ハマー（キーボード）、リック・レアード（ベース）、ビリー・コブハム（ドラム）。当時、ジャズには珍しいヴァイオリンを導入した理由について「母の楽器だから」と語っている。ハマーの加入には次のような経緯があった。マクラフリンは自分のバンドを結成する計画を立てていた時期にミロスラフ・ヴィトウスを通じてウェザー・リポートの結成に誘われ、「自分のバンドの結成はマイルスの命令だから」と断ると、親友だったヴィトウスはそれを了承して彼にハマーを紹介した。
彼等はアルバム『内に秘めた炎』『火の鳥』を発表し、ジャズ、インド音楽、ロック等を独特の高度なアンサンブルで融合させることにより大成功を収め、マクラフリンをして「スタジオ・ミュージシャンを辞めて以来、初の商業的成功だった」と語らしめた。
1972年、同じくチンモイに弟子入りしたラテン・ミュージシャンのカルロス・サンタナとコラボレーションし、ジョン・コルトレーンのカバー曲などを収録した共同名義のアルバム『魂の兄弟たち』を発表した。
1973年以後、マハヴィシュヌ・オーケストラは一時的解散と幾度かのメンバー・チェンジを行ない、最終的には1975年に解散するが、彼等の成功はフュージョンというジャンルの発展に大きく貢献し、1970年代のジャズ・ロック・シーンにおいて最も重要なグループの一つとなった。
1975年、マハヴィシュヌ・オーケストラの解散と前後して、マクラフリンはNYで知り合った前述のインド人音楽家たちとシャクティを結成した。彼はカスタムメイドのアコースティックギターを用い、ワールドミュージックのはしりとでもいうべきインド音楽を彼らしい超絶技巧アレンジで演奏した。シャクティは商業的にはマハヴィシュヌ・オーケストラほどの成功は挙げなかったが、欧米だけではなくインドなどでも演奏活動を繰り広げて非常に高い音楽的評価を受けた。
1979年、トニー・ウィリアムス、ジャコ・パストリアスとトリオ・オブ・ドゥームを結成して、3月2日から3月4日にわたってキューバのハバナで行われたハバナ・ジャム (Havana Jam）へ出演した。同年10月上旬から11月上旬まで、マクラフリン、ジャック・ブルース、元マハヴィシュヌ・オーケストラのビリー・コブハムとステュ・ゴールドバーグ（キーボード）の4人編成でヨーロッパをツアーした。
1979年、パコ・デ・ルシア、ラリー・コリエルと組んでトリオを結成する。1980年にはコリエルが去り、その代わりとしてアル・ディ・メオラが加入する。それまで彼は先進的な音楽性を評価されることが多かっだが、このトリオでの演奏によってヴィルトゥオーソとしての実力を広く認知させ、以降その完成された演奏技術を前面に押し出す音楽性を打ち出していく。彼等は商業的にも大成功を収め、1996年にも再結成され、レコーディングと世界ツアーを行い、世界三大テノール主催のチャリティコンサートにも招待された。

### 1980年代
1980年代、ミッチェル・フォアマン、ヨナス・エルボーグ、ビル・エヴァンスらの新メンバーを含むマハヴィシュヌ・オーケストラを再結成し、ライブ活動を行っている。彼はシンクラヴィアというシンセサイザーのギター型コントローラーを多用し、その様子はDVDとして発売された映像で視聴可能である。

### 1990年代
1980年代終わりから1990年代にかけて、彼はガットギターにシンセサイザーを同調させた楽器を使い、パーカッション奏者のトリロク・グルトゥ、ベース奏者のカイ・エクハルト、ドミニク・ディ・ピアッツァと組んでツアーを行い、アルバム『ジョン・マクラフリン・トリオ・ライヴ!』『ケ・アレグリア』を発表。またロンドン交響楽団をバックにしたアルバム『ギター・コンチェルト：地中海』を発表するなど精力的に活動。
1995年、これまでの活動を集大成した金字塔となるアルバム『ザ・プロミス』をリリースし、ロック・ギタリストのジェフ・ベックとの共演で話題を呼んだ。ベックはマクラフリンの旧友で、特にマハヴィシュヌ・オーケストラから非常に大きな影響を受けていた。『ワイアード』のアルバム・ジャケットで持っている白いフェンダー・ストラトキャスターはマクラフリンから贈られたものである。
その後、エレクトリック・サウンドのザ・ハート・オブ・シングズ・バンドや、シャクティの元メンバーに新規メンバーを加えたリメンバー・シャクティを結成して活動した。

### 2000年代
2004年、エリック・クラプトン主催の、クロスロード・ギター・フェスティバルに参加（2007年にも参加）。
2007年、ゲイリー・ハズバンド、アドリアン・フェロー、マーク・モンデシールと共に、ジョン・マクラフリン & 4thディメンションとしてワールドツアーを行った。
2008年10月、チック・コリア & ジョン・マクラフリン ファイヴ・ピース・バンドとしてワールドツアーを行い、2009年2月にはブルーノート東京でも公演を行った。2010年開催「第52回グラミー賞」において、チック・コリアと共同名義のアルバム『ファイヴ・ピース・バンド・ライヴ』で「最優秀ジャズ・インストゥルメンタル・アルバム」を受賞した。

### 2010年代
2016年、1980年半ばから現在までモナコ公国に在住し、モナコの文化勲章にあたる「chevalier de la culture de(騎士文化勲章)」を授与されている。
2017年7月、バークリー音楽院から名誉音楽博士号を授与された。2018年開催「第60回グラミー賞」において、アルバム『ライヴ・アット・ロニー・スコッツ』（2017年）収録の「Miles Beyond」で「最優秀インプロヴァイズド・ジャズ・ソロ」を受賞した。

## ディスコグラフィ

### ソロ・アルバム
- 『エクストラポレーション』 - Extrapolation (1969年、Polydor) ※1969年1月録音
- 『ディボーション』 - Devotion (1970年、Douglas) ※1970年9月録音
- 『マイ・ゴールズ・ビヨンド』 - My Goal's Beyond (1971年、Douglas) ※1971年3月録音
- 『エレクトリック・ギタリスト』 - Electric Guitarist (1978年、Columbia)
- 『エレクトリック・ドリームス』 - Electric Dreams (1979年、Columbia) ※1978年11月、12月録音
- 『ベロリゾンティ：美しき水平線』 - Belo Horizonte (1981年、Warner Music Group) ※1981年6月、7月録音
- 『ミュージック・スポークン・ヒア：吟遊詩人』 - Music Spoken Here (1982年、Warner Music Group) ※1982年6月、7月録音
- 『ギター・コンチェルト：地中海』 - "Mediterranean" Concerto (1990年、CBS) ※1988年録音
- 『ジョン・マクラフリン・トリオ・ライヴ!』 - Live at the Royal Festival Hall (1990年、JMT) ※1989年11月録音
- 『ケ・アレグリア』 - Que Alegria (1992年、Verve) ※1991年11月、12月録音
- 『タイム・リメンバード：プレイズ・ビル・エヴァンス』 - Time Remembered: John McLaughlin Plays Bill Evans (1993年、Verve)
- 『TOKYOライヴ』 - Tokyo Live (1994年、Verve) ※1993年12月、ブルーノート東京でのライブ
- 『アフター・ザ・レイン〜コルトレーン・トリビュート』 - After the Rain (1995年、Verve)
- 『ザ・プロミス』 - The Promise (1995年、Verve)
- 『ザ・ハート・オブ・シングズ』 - The Heart of Things (1997年、Verve)
- 『ザ・ハート・オブ・シングズ・ライヴ』 - The Heart of Things: Live in Paris (2000年、Verve) ※1998年11月、パリ「ラ・シガール」でのライブ
- 『シーヴス・アンド・ポエッツ』 - Thieves and Poets (2003年、Verve) ※2002年6月録音
- 『インダストリアル・ゼン』 - Industrial Zen (2006年、Verve)
- 『フローティング・ポイント』 - Floating Point (2008年、Abstract Logix) ※2007年4月録音
- 『トゥ・ザ・ワン』 - To the One (2010年、Abstract Logix) ※2009年12月録音
- 『ナウ・ヒアー・ディス』 - Now Here This (2012年、Abstract Logix)
- 『ザ・ボストン・レコード』 - The Boston Record (2014年、Abstract Logix) ※2013年6月録音
- 『ブラック・ライト』 - Black Light (2015年、Abstract Logix) ※2015年3月録音
- 『ライヴ・アット・ロニー・スコッツ』 - Live at Ronnie Scott's (2017年、Abstract Logix) ※2017年3月、ロンドン「ロニー・スコッツ・ジャズ・クラブ」でのライブ
- 『イズ・ザット・ソー?』 - Is That So? (2020年、Abstract Logix) ※with シャンカル・マハーデーヴァン、ザキール・フセイン

### ライフタイム
（トニー・ウィリアムス、ジョン・マクラフリン、ラリー・ヤング）
- 『エマージェンシー!』 - Emergency! (1969年、Polydor) ※1969年5月録音
- 『ターン・イット・オーヴァー』 - Turn It Over (1970年、Polydor) ※1969年5月録音

### マハヴィシュヌ・オーケストラ
- 『内に秘めた炎』 - The Inner Mounting Flame (1971年、Columbia) ※1971年8月録音
- 『火の鳥』 - Birds of Fire (1973年、Columbia) ※1972年8月録音
- 『虚無からの飛翔』 - Between Nothingness & Eternity (1973年、Columbia) ※1973年8月ライブ録音
- 『黙示録』 - Apocalypse (1974年、Columbia) ※1974年3月録音
- 『エメラルドの幻影』 - Visions of the Emerald Beyond (1975年、Columbia) ※1974年12月録音
- 『インナー・ワールド 内深界』 - Inner Worlds (1976年、Sony) ※1975年録音
- 『マハヴィシュヌ』 - Mahavishnu (1984年、Warner Bros.) ※1984年3月-4月録音
- 『アドヴェンチャーズ・イン・ラジオランド』 - Adventures in Radioland (1987年、Relativity/PolyGram) ※1986年1月-2月録音
- 『ザ・ロスト・トライデント』 - The Lost Trident Sessions (1999年、Columbia) ※1973年7月録音

### シャクティ
- 『ライブ・シャクティ』 - Shakti (1976年、Columbia) ※1975年7月録音。旧邦題『シャクティ・ウィズ・ジョン・マクラフリン』
- 『ハンドフル・オブ・ビューティー』 - A Handful of Beauty (1976年、Columbia) ※旧邦題『美しき創造』
- 『ナチュラル・エレメンツ』 - Natural Elements (1977年、Columbia) ※旧邦題『大地の躍動』

### リメンバー・シャクティ
- 『リメンバー・シャクティ』 - Remember Shakti (1999年、Verve) ※1997年録音
- 『ザ・ビリーヴァー』 - The Believer (2000年、Verve)
- 『サタデー・ナイト・イン・ボンベイ』 - Saturday Night in Bombay (2001年、Verve)
- Live at 38th Montreux Jazz Festival (2004年)
- Live at Miles Davis Hall (2004年) ※1999年録音

### トリオ・オブ・ドゥーム
（ジョン・マクラフリン、ジャコ・パストリアス、トニー・ウィリアムス）
- 『トリオ・オブ・ドゥーム』 - Trio of Doom (2007年、Sony) ※1979年録音

### 連名アルバム
- ジョン・サーマン、デイヴ・ホランド、カール・ベルガー、ステュ・マーティンと連名 : 『ホエア・フォーチュン・スマイルズ』 - Where Fortune Smiles (1971年、Dawn) ※1970年5月録音
- カルロス・サンタナと連名 : 『魂の兄弟たち』 - Love Devotion Surrender (1973年、Columbia) ※1972年10月、1973年3月録音
- アル・ディ・メオラ、パコ・デ・ルシアと連名 : 『フライデイ・ナイト・イン・サンフランシスコ〜スーパー・ギター・トリオ・ライヴ!』 - Friday Night in San Francisco (1981年、Philips) ※1980年12月ライブ録音
- アル・ディ・メオラ、パコ・デ・ルシアと連名 : 『パッション、グレイス&ファイア〜情炎』 - Passion, Grace and Fire (1983年、Philips) ※1982年9月、10月録音
- アル・ディ・メオラ、パコ・デ・ルシアと連名 : 『THE GUITAR TRIO』 - The Guitar Trio (1996年、Verve) ※1996年5月、6月録音
- チック・コリアと連名 : 『ファイヴ・ピース・バンド・ライヴ』 - Five Peace Band Live (2009年、Concord) ※2008年10月-11月ツアーのライブ集。CD2枚組。第52回グラミー賞（最優秀ジャズ・インストゥルメンタル・アルバム）受賞
- ジミー・ヘリング（英語版）と連名 : 『ライブ・イン・サンフランシスコ』 - Live In San Francisco (2018年、Abstract Logix) ※2017年12月、サンフランシスコ「ウォーフィールド・シアター (Warfield Theatre) 」におけるライブ。第60回グラミー賞（最優秀インプロヴァイズド・ジャズ・ソロ）受賞